# 메구밍
메구밍(일본어: めぐみん, Megumin)은 《이 멋진 세계에 축복을!》에 등장하는 가공의 캐릭터이자 메인 히로인이다.
종족이 홍마족으로 아크 위저드이자 천재 마법사이며 메구밍이 사용하는 스킬인 폭렬 마법만 사용한다. 카즈마 파티에서는 공격 포지션을 담당하며 어깨까지 내려오는 흑발을 하고 있으며 홍마족 특유의 적안을 가지고 있다.

## 연기한 성우
타카하시 리에 (영화판, 이세계 콰르텟 포함)  

## 특징
검은 망토와 마녀 모자를 쓴 마녀 복장에 전체적으로는 빨간색이 포인트로 들어가 있다. 평상시에는 원피스를 입기도 한다.
안대를 착용하고 있으며 아루에에게 선물받았다고 한다. 이 안대는 강력한 마력을 봉인한다는 것 때문에 마법을 쓸 때는 안대를 벗어던지는 연출을 한다. 하지만, 아루에는 메구밍에게 학창 시절 내내 쓰던 안대를 주더니 메구밍은 새 것을 꺼내서 착용하기 때문에 아루에가 받은 것은 던져버리고 새 것을 강탈해 쓰고 있다.
한 쪽 다리에는 붕대를 감고 있으며 다른 한 쪽 다리에는 사이하이 삭스를 입고 있다. 로리 체형으로 자신의 체형에는 컴플렉스가 있으며 로리 꼬마라고 부르는 것을 싫어한다. 유이유이의 말에 따르면 집안 대대로 빈유인데다 가슴의 성장은 기대하지 말라고 일러두기도 했고 메구밍이 대마법사가 되려는 이유도 거유가 되고 싶어서라고 한다.
은발 도적단의 산하 단체 메구밍 도적단의 두목이다. 반면 도적단 결성 후 활동 자체가 시들해진 상태다.
가족을 보자면 어머니 유이유이, 아버지 효이자부로, 여동생 코멧코가 있으며, 같은 종족인 융융과도 친한 편이다. 아루에도 친한 편이며 세실리는 액셀 마을까지 여행하면서 여러 가지 도움을 주는 것 덕분에 친한 사이라고 한다. 이 때문에 아쿠시즈교 예비 신자로 취급받는다. 사역마로는 춈스케를 기르고 있는데 애완동물이기도 하며 킹스포드 젤트만 (젤 킹)과 같이 소중히 다루기도 한다. 귀여운 것을 좋아하나 우선순위가 높지 않기 때문에 귀여우나 마음에 들지 않는 것이 있다면 무조건 없애버리기도 한다.
메구밍의 스테이터스는 마법력이 무려 231로 가장 높다. 레벨은 합류 당시 6이었으며 5권에는 33으로 오르더니 13권에서는 자신의 레벨이 40이 넘었다고 한다. 다른 파티원과는 달리 레벨이 가장 빨리 오르며 파티 내에서는 가장 높은 레벨을 보유하고 있는데다가 상급 직업이라 카즈마보다 힘과 체력이 높다. 홍마족 제일의 천재이기 때문에 지능력도 높은 편이다. 하지만 쓸 수 있는 방법이 바로 폭렬 마법이며, 스킬 포인트가 생길 경우 이 것에 올인하는 편이 있다. 다만 이 것을 이용해 활약하기도 한다. 9권에서는 화력이 비슷한 스킬을 가진 위즈를 뛰어넘고 마력과 위력이 상승하였다.

## 생애
홍마족의 가난한 집에서 태어났으며 끼니도 제대로 먹지 못해 빈곤한 어린 시절을 보냈다. 코멧코만 할 때에 심심해서 사신을 봉인하는 조각을 퍼즐처럼 맞추다가 봉인이 풀어버렸고, 거대한 마수가 메구밍을 덮치자 그 때 한 언니가 폭렬 마법을 이용해 마수를 물리친다. 그 때 본 폭렬 마법이 기억에 남아서 그 언니에게 폭렬 마법을 배워 후에 이를 습득해 그 언니에게 보여주자는 마음을 품게 된다.
이후 홍마족 학교에 들어간 메구밍은 매우 우수한 성적을 거뒀고, 꿈에도 그리던 폭렬 마법을 마침내 습득하여 학교를 졸업하였으나, 액셀 마을에 폭렬 마법을 쓰는 여성이 있다는 정보를 듣게 된다. 그래서 잘 하지도 못하는 아르바이트를 뛰며 여행 자금을 모아 융융과 아르칸레티아를 거쳐 액셀 마을에 도착한다.
하지만 초보자 마을이라도 폭렬 마법밖에 쓰지 못하는 마법사는 어디에서나 받아주지 않았고, 오히려 소동만 벌이는 바람에 평판만 떨어졌다. 그러던 중, 융융과 헤어지고 사흘 간 자금을 탕진하고 굶고 다니다 상급직을 모집하는 파티 모집 공고를 보게 되고, 그 파티에 합류하여 진정한 동료들을 찾게 된다.